# 花の生涯〜梅蘭芳〜
『花の生涯〜梅蘭芳〜』（はなのしょうがい めいらんふぁん、原題: 梅蘭芳）は、2008年の中国映画。
京劇の名女形・梅蘭芳の生涯を描いた伝記映画。
第59回ベルリン国際映画祭コンペティション部門出品。

## キャスト
| 役名                          | 俳優                          | 日本語吹替     |
| ----------------------------- | ----------------------------- | -------------- |
| 梅蘭芳 （メイ・ランファン）   | 黎明（レオン・ライ）          | 宮本充         |
| 孟小冬 （モン・シャオトン）   | 章子怡 （チャン・ツィイー）   | 魏涼子         |
| 邱如白 （チウ・ルーパイ）     | 孫紅雷 （スン・ホンレイ）     | てらそままさき |
| 福芝芳 （フー・チーファン）   | 陳紅 （チェン・ホン）         | 中司ゆう花     |
| 十三燕 （シーサン・イェン）   | 王学圻 （ワン・シュエチー）   |                |
| 馮子光 （フォン・ツーコアン） | 英達 （イン・ダー）           |                |
| 青年時代の梅蘭芳              | 余少群 （ユィ・シャオチュン） | 大原崇         |
| 田中隆一                      | 安藤政信                      | 川原元幸       |
| 吉野中将                      | 六平直政                      |                |